# 村瀬くんと八代くん（仮）
村瀬くんと八代くん（仮）（むらせくんとやしろくん（かり））は、2015年10月7日より超A&G+で放送されていたラジオ番組である。

## 概要
同じ事務所の先輩後輩コンビがお送りする、何を話すも、何をするも自由なトークラジオ番組。
毎回リスナーから寄せられたサブタイトル案を採用し、オープニングでそのテーマにまつわるトークを繰り広げる。なお採用されたサブタイトルは、放送された週の番組Twitterのアカウント名としても採用される。

## 配信時間
現在の配信時間
- 超!A&G+

2018年1月7日 - 
- 毎週日曜日 26:30 - 27:00

- AG-ON Premium
  - 毎週月曜日更新（最新回のみ視聴可能）

過去の配信時間
- 超!A&G+

2015年10月7日 - 12月30日
- 毎週水曜日 21:30 - 22:00（リピート放送：毎週木曜日 9:30 - 10:00）

2016年1月8日 - 4月1日
- 毎週金曜日 23:30 - 24:00（リピート放送：毎週土曜日 11:30 - 12:00、毎週月曜日 11:30 - 12:00）

2016年4月10日 - 10月2日
- 毎週日曜日 26:00 - 26:30（リピート放送：毎週土曜日 15:30 - 16:00）

2016年10月5日 - 12月28日
- 毎週水曜日 21:00 - 21:30（リピート放送：毎週木曜日 9:00 - 9:30）

2017年1月2日 - 3月27日
- 毎週月曜日 17:30 - 18:00（リピート放送：毎週火曜日 14:00 - 14:30）

2017年4月3日 - 9月25日
- 毎週月曜日 19:00 - 19:30（リピート放送：毎週火曜日 7:00 - 7:30）

2017年10月4日 - 2017年12月27日
- 毎週水曜日 23:30 - 24:00（リピート放送：毎週木曜日 11:30 - 12:00）

- AG-ON

- 毎週火曜日更新（最新回のみ視聴可能）

## パーソナリティ
- 村瀬歩
- 八代拓

## コーナー
「ふつおた」
「むらしろカルトクイズ」
「俺が八代拓様だ!」（第52回から）
「僕、痩せる! 僕、太る!」（第51回で終了）
少し痩せたい村瀬と、少しがっしりしたい八代がリスナーからダイエット、デブエットの方法を募集するコーナー 。
「ラジオネーム：しろたく」
ラジオにメールを投稿するのが不慣れなリスナーである『しろたく』が、少し的はずれなメールを投稿し、パーソナリティを翻弄するコーナー。
「ムリシロ」

## エピソード
- 基本的にフリートーク中心のラジオのため、2人の共通の知人である、石川界人、内田雄馬、野上翔、山谷祥生などの名前が度々話題にあがる。
- 2人が共通して出演しているゲーム白猫プロジェクトについてのトークが多く、誕生日特別企画では課金をするのに必要なプリペイドカード獲得のため、相方に関するクイズが行われた。[4]
- 個人のTwitterアカウントを所有していない村瀬が、番組中に度々八代のアカウントでツイートするも、フォロワーにすぐに見抜かれる。

## 公開録音・イベント等
- 2015年11月7日（土） 「村瀬くんと八代くん〜祭〜」 お茶の水女子大学学園祭にて [5]